# Karl-Werner Dönges
Karl-Werner Dönges (ur. 24 września 1958 w Völklingen) – niemiecki lekkoatleta, płotkarz, medalista halowych mistrzostw Europy. Podczas swojej kariery reprezentował Republikę Federalną Niemiec.

## Kariera sportowa
Zajął 8. miejsce w biegu na 110 metrów przez płotki na mistrzostwach Europy juniorów w 1977 w Doniecku. Odpadł w półfinale biegu na 60 metrów przez płotki na halowych mistrzostwach Europy w 1980 w Sindelfingen.
Zdobył brązowy medal w biegu na 60 metrów przez płotki na halowych mistrzostwach Europy w 1982 w Mediolanie, przegrywając jedynie z Aleksanderm Puczkowem ze Związku Radzieckiego i Płamenem Krystewem z Bułgarii. Na mistrzostwach Europy w 1982 w Atenach zajął 7. miejsce w biegu na 110 metrów przez płotki.
Dönges był mistrzem RFN w biegu na 100 metrów przez płotki w 1979, 1981 i 1982. W hali był wicemistrzem RFN w biegu na 60 metrów przez płotki w 1981 i 1982 oraz brązowym medalistą na tym dystansie w 1980.
14 września 1982 w Tokio poprawił rekord RFN w biegu na 110 metrów przez płotki czasem 13,54 s.

## Rekordy życiowe
Rekordy życiowe Döngesa:
- bieg na 110 metrów przez płotki – 13,54 s (14 września 1982, Tokio)
- bieg na 400 metrów przez płotki – 50,33 s (29 sierpnia 1982, Stuttgart)
- bieg na 60 metrów przez płotki (hala) – 7,71 s (7 marca 1982, Mediolan)